# Interpolacja (kartografia)
Interpolacja – proces wyznaczenia wartości punktu (na powierzchni Ziemi) na podstawie innych punktów o znanych wartościach przy użyciu techniki rachunkowej, graficznej, mechanicznej lub z użyciem algorytmów komputerowych.
Techniki interpolacji kartograficznej:
- rachunkowa
- graficzna (linii równoległych)
- mechaniczna (specjalne przyrządy)
- komputerowa (oprogramowanie)

Ze względu na złożoność metod interpolacyjnych przy tworzeniu map metodami klasycznymi używane były techniki rachunkowe, graficzne i mechaniczne oparte na najprostszej wersji interpolacji, czyli interpolacji liniowej.
Ogólnie metody interpolacji można podzielić na deterministyczne i statystyczne inaczej zwane geostatystycznymi lub stochastycznymi. Ze względu na niezmienność wartości punktów zmierzonych lub brak tej niezmienności, na metody dokładne i niedokładne, lub też ze względu na spodziewany efekt końcowy: najlepsze dopasowanie powierzchni modelu do danych, uwypuklenie ekstremów, ocena ilościowa i jakościowa wpływu wartości przyjętych do interpolacji, dodatkowa ekstrapolacja wartości. Istnieje wiele algorytmów interpolacyjnych. Najpopularniejsze to: poligony Voronoja, radialna funkcja bazowa, odwrotnego kwadratu odległości, wielomianów, najbliższego sąsiada, naturalnego sąsiada, zmodyfikowana metoda Sheparda, najmniejszej krzywizny, średniej ruchomej, kolokacji najmniejszych kwadratów, spline, Kriging, modele regresyjne, modele bayesowskie, modele hybrydowe, izolinie.
Interpolacje kartograficzną (z użyciem algorytmów matematycznych) wykonać można na podstawie pomierzonych punktów rozmieszczonych regularnie lub nieregularnie w terenie. W przypadku punktów o nieregularnym rozmieszczeniu należny utworzyć dodatkową siatkę interpolacyjną. Może ona być w kształcie trójkątów (TIN) lub prostokątów (GRID). Najczęściej siatkę trójkątów z użyciem masowej liczby punktów terenowych tworzy się za pomocą triangulacji Deluneya. Natomiast dla niewielkich obszarów – na podstawie szkicu polowego z uwidocznionymi spadkami terenu.
Wynikiem interpolacji kartograficznej jest numeryczny model terenu w postaci wartości wysokości terenu w regularnej siatce GRID lub model graficzny w postaci warstwic.